# Ferdinand I của România
Ferdinand I (Ferdinand Viktor Albert Meinrad; 24 tháng 8 năm 1865 – 20 tháng 7 năm 1927), biệt danh là Întregitorul ("Người thống nhất"), là Vua của Romania từ năm 1914 cho đến khi qua đời vào năm 1927. Ferdinand là con trai thứ hai của Leopold, Thân vương xứ Hohenzollern, và Vương nữ Antónia của Bồ Đào Nha, con gái của Fernando II của Bồ Đào Nha và Maria II của Bồ Đào Nha. Gia đình ông là một phần của nhánh Công giáo của hoàng gia Phổ Hohenzollern.
Năm 1886, Ferdinand trở thành người thừa kế ngai vàng của Romania, sau khi cha ông (năm 1880) và anh trai ông từ bỏ quyền kế vị ngai vàng. Từ thời điểm định cư tại Romania, ông tiếp tục sự nghiệp quân sự của mình, giành được một loạt các cấp bậc danh dự và được thăng hàm tướng quân đoàn. Ông kết hôn vào năm 1893 với Marie xứ Edinburgh, cháu gái của cả Victoria của Anh và Aleksandr II của Nga.
Ferdinand trở thành Vua của Romania vào ngày 10 tháng 10 năm 1914, dưới vương hiệu Ferdinand I, sau cái chết của người chú là Vua Carol I của Romania. Ông cai trị Romania trong Thế chiến thứ nhất, chọn đứng về phe Hiệp ước Ba bên chống lại Liên minh Trung tâm. Điều này dẫn đến việc Hoàng đế Wilhelm II của Đức xóa tên ông khỏi hoàng tộc Hohenzollern. Khi chiến tranh kết thúc, Romania nổi lên như một vương quốc mở rộng đáng kể do các lãnh thổ Bessarabia, Bukovina và Transylvania và một phần Banat, Crișana và Maramureș đã được sáp nhập vào Vương quốc Romania vào năm 1920, và Ferdinand được trao vương miện "Đại Romania" trong một buổi lễ lớn vào năm 1922. Trong những năm sau khi thành lập Đại Romania, xã hội Romania đã trải qua một loạt các chuyển đổi lớn, đặc biệt là việc áp dụng cải cách ruộng đất và thực hiện phổ thông đầu phiếu. Năm 1925, con trai cả của ông là Thái tử Carol, đã từ bỏ quyền kế vị ngai vàng của Romania dẫn đến một cuộc khủng hoảng triều đại, vì Thái tử kế vị tiếp theo trong danh sách kế vị là con trai 4 tuổi của Carol là Vương tôn tử Mihai. Điều này khiến Ferdinand xóa tên Thái tử Carol khỏi hoàng gia Romania.
Ferdinand qua đời vì bệnh ung thư vào năm 1927 và được cháu trai Mihai kế vị và được một hội đồng nhiếp chính 3 người hỗ trợ cai trị, gồm: Vương tử Nicholas của Romania, em trai của Thái tử Carol; Thượng phụ Miron Cristea; và chủ tịch Tòa án Tối cao Gheorghe Buzdugan.

## Cuộc sống đầu đời

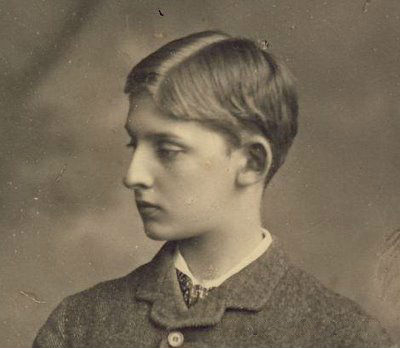
Ferdinand khi còn là thiếu niên, 1878

Ferdinand Viktor Albert Meinrad sinh ra tại Sigmaringen ở phía Tây Nam Bang liên Đức với tước vị ban đầu là Thân vương tử xứ Hohenzollern-Sigmaringen. Tên gia tộc sau đó được rút ngắn thành Hohenzollern sau khi nhánh Hohenzollern-Hechingen bị giải thể vào năm 1869. Các Thân vương xứ Hohenzollern-Sigmaringen đã cai trị Thân vương quốc này cho đến năm 1850, khi nó được sáp nhập vào Vương quốc Phổ, nhánh Tin Lành của Vương tộc Hohenzollern.
Ferdinand I là con trai của Leopold, Thân vương xứ Hohenzollern-Sigmaringen, và Infanta Antónia của Bồ Đào Nha (1845–1913), con gái của Nữ vương Maria II của Bồ Đào Nha và Thân vương tử Ferdinand xứ Sachsen-Coburg và Gotha, người thừa kế Nhà Koháry bên phía mẹ ông.
Cha ông đã thừ bỏ quyền kế vị ngai vàng Romania vào năm 1880 và sau đó là anh trai ông là Thân vương tử Wilhelm xứ Hohenzollern-Sigmaringen cũng từ bỏ quyền kế vị vào năm 1886, Ferdinand trẻ tuổi trở thành người thừa kế ngai vàng của người bác không có con của mình là Vua Carol I của Romania, người sẽ trị vì cho đến khi qua đời vào tháng 10 năm 1914. Năm 1889, Quốc hội Romania đã công nhận Ferdinand là Thái tử thừa kế của Romania. Chính phủ Romania không yêu cầu ông phải cải sang Chính thống giáo Đông phương từ Công giáo, như thông lệ phổ biến trước ngày này, do đó cho phép ông tiếp tục với tín ngưỡng ban đầu của mình, nhưng bắt buộc con cái ông phải được nuôi dạy theo Chính thống giáo, quốc giáo của Romania. Vì đồng ý với điều này, Ferdinand đã bị khai trừ khỏi Giáo hội Công giáo, mặc dù sau đó đã được dỡ bỏ.
Anh họ đời đầu của mẹ Ferdinand là Sa hoàng Ferdinand I của Bulgaria đã lên ngôi ở Bulgaria láng giềng bắt đầu từ năm 1887 và trở thành đối thủ lớn nhất của vương quốc Romania. Franz Joseph I, Hoàng đế của Áo-Hung là anh em họ đời đầu với bà ngoại của Ferdinand.
Ferdinand, một người hoàn toàn xa lạ trong ngôi nhà mới của mình, bắt đầu gần gũi với một trong những người hầu cận của Vương hậu Elisabeth là Elena Văcărescu. Elisabeth, Vương hậu của Romania, rất thân thiết với chính Elena, đã khuyến khích mối tình lãng mạn này, mặc dù bà hoàn toàn nhận thức được rằng hôn nhân giữa hai người bị cấm theo hiến pháp Romania (theo Hiến pháp Romania năm 1866, người thừa kế ngai vàng không được phép kết hôn với người Romania).
Mối tình này đã gây ra một cuộc khủng hoảng triều đại vào năm 1891. Kết quả của việc này là cả Elisabeth (ở Neuwied) và Elena (ở Paris) đều bị lưu đày, cũng như chuyến đi của Ferdinand khắp châu Âu để tìm kiếm một cô dâu phù hợp, người mà cuối cùng ông đã chọn chính là cháu gái của Nữ vương Victoria, Marie của Edinburgh.